# Kołbaskowo (West-Pommeren)
Kołbaskowo (Duits: Kolbitzow) is een dorp in de Poolse woiwodschap West-Pommeren (Powiat Policki). De plaats maakt deel uit van de gemeente Kołbaskowo en telt 410 inwoners.